# 2007年12月逝世人物列表
2007年逝世人物列表：1月 - 2月 - 3月 - 4月 - 5月 - 6月 - 7月 - 8月 - 9月 - 10月 - 11月 - 12月
2007年12月逝世人物列表，是用於匯總2007年12月期間逝世人物的列表。

## 依日期排序

### 1日
- Rassim al-Jumaili，69歲，伊拉克演員和喜劇演員，腎衰竭。[1]
- 詹妮弗·大衛森（Jennifer Davidson），38歲，美國高管，卡通網路節目和調度高級副總裁。[2]
- 伊莉莎白·艾伯斯（Elisabeth Eybers），92歲，南非出生的詩人。[3]
- 托尼·法爾（Tony Fall），67歲，英國拉力賽車手和歐寶賽車隊總監，心臟病發作。[4]
- 肯·麦格雷戈（Ken McGregor），78歲，澳大利亞網球運動員，胃癌。[5]
- 丹尼·紐曼（Danny Newman），88歲，芝加哥抒情歌劇院的美國公關人員，肺纖維化。[6]
- 安東·羅傑斯（Anton Rodgers），74歲，英國演員。[7]
- 伊沃·羅伊尼察（Ivo Rojnica），92歲，克羅埃西亞-阿根廷戰爭罪嫌疑人、商人、外交官和情報人員[8]

### 2日
- 詹妮弗·亞歷山大（Jennifer Alexander），35歲，加拿大出生的美國芭蕾舞演員，交通事故。[9]
- 羅伯特·O·安德森（Robert O. Anderson），90歲，美國創始人，ARCO前首席執行官。[10]
- Nelly Beltrán，82歲，阿根廷女演員。[11]
- 伊莉莎白·哈德威克（Elizabeth Hardwick），91歲，《紐約書評》（The New York Review of Books）的美國聯合創始人。[12]
- Doreen Kartinyeri，72歲，Ngarrindjeri長老和歷史學家。[13]
- 大衛·梅伯里-路易斯（David Maybury-Lewis），78歲，英國人類學家。[14]
- 埃萊奧諾拉·羅西·德拉戈（Eleonora Rossi Drago），82歲，義大利女演員，腦溢血。[15]
- 萊斯·香農，81歲，英格蘭足球運動員（利物浦，伯恩利）和經理（伯里，布萊克浦）。[16]
- 湯瑪斯·托倫斯（Thomas F. Torrance），94歲，蘇格蘭神學家。[17]

### 3日
- Art Arfons，81歲，美國噴氣式賽車手和飆車手，三屆世界陸地速度紀錄保持者。[18]
- 約翰·貝爾格雷夫，67歲，紐西蘭公務員，首席監察員（2003-2007），癌症。[19]
- Jaime Fuster，66歲，波多黎各政治家和法學家，駐地專員（1985-1992），心臟病發作。[20]
- 勝又進，63歲，日本漫畫家和插畫家，黑色素瘤。[21]
- James Kemsley，59歲，澳大利亞漫畫家（Ginger Meggs），運動神經元疾病。[22]
- Keshav Meshram，70歲，印度作家和評論家，肺癌。[23]
- Lord Bloody Wog Rolo，62歲，澳大利亞活動家，腎細胞癌。[24]
- Heloneida Studart，76歲，巴西作家、散文家、劇作家、記者、婦女權利宣導者和政治人物。[25]

### 4日
- Chad “Pimp C” Butler，33歲，美國說唱藝術家（UGK），睡眠呼吸暫停和意外過量服用。[26][27]
- 傑克·高道爾（Jake Gaudaur），87歲，加拿大橄欖球聯盟（Canadian Football League）加拿大專員（1968-1984），癌症。[28]
- 傑伊·戈登（Jay H. Gordon），77歲，美國政治家，佛蒙特州會計審計師（1965-1969），吸入煙霧。[29]
- 斯坦利·麥卡德爾（Stanley McArdle），85歲，英國海軍上將。[30]
- 諾瓦爾·莫裡索（Norval Morrisseau），75歲，加拿大奧吉威藝術家，伍德蘭茲風格的創始人，帕金森病。[31]
- 奇普·裡斯（Chip Reese），56歲，美國職業撲克玩家，心臟病發作。[32]
- 赫爾曼·羅斯（Herman Rose），98歲，美國城市景觀畫家，癌症。[33]
- 卡洛斯·巴爾德斯（Carlos Valdes），81歲，古巴康加演奏家，呼吸衰竭。[34]

### 5日
- M. V. Dhond，93歲，印度文學和藝術評論家。[35]
- 克裡斯汀·芬恩（Christine Finn），78歲，英國女演員。[36]
- 羅賓·格洛格（Robin Gloag），64歲，英國捷達集團（Stagecoach Group）聯合創始人，交通事故。[37]
- 阿諾德·哈迪（Arnold Hardy），85歲，美國普利策獎得主，髖關節手術併發症。[38]
- 羅伯特·霍金斯（Robert A. Hawkins），19歲，美國大屠殺犯，槍殺自殺。[39]
- 安德魯·英布里（Andrew Imbrie），86歲，美國作曲家。[40]
- 丹·約瑟夫（Dan Iosif），57歲，羅馬尼亞革命者，肺癌。[41]
- 吉莉安·凱斯納-格拉弗（Jillian Kesner-Graver），58歲，美國女演員（《快樂的日子》），奧森·威爾斯（Orson Welles）歷史學家，葡萄球菌感染。[42]
- Alois Kracher，48歲，奧地利釀酒師，胰腺癌。[43]
- 彼得·奧頓（Peter Orton），64歲，英國電視製片人，癌症。[44]
- George Paraskevaides，91歲，塞普勒斯商人（Joannou & Paraskevaides）和慈善家。[45]
- 卡尔海因茨·施托克豪森（Karlheinz Stockhausen），79歲，德國作曲家。[46]
- Tony Tenser，87歲，英國電影製片人。[47]
- 哈裡·湯姆森·鐘斯（Harry Thomson Jones），82歲，英國賽馬訓練師。[48]
- 雷內·維拉紐瓦（Rene Villanueva），53歲，菲律賓劇作家和作家，中風。[49]
- 约翰·温特，83歲，澳大利亞運動員，1948年奧運會跳高金牌得主。[50]

### 6日
- 沃爾夫岡·阿斯布羅克（Wolfgang Assbrock），55歲，德國政治家，基民盟成員和北萊茵-威斯特法倫州州議員。[51]
- 邁克·唐金（Mike Donkin），56歲，英國記者和記者（BBC新聞），癌症。[52]
- 凯特·弗伦奇（Katy French），24歲，愛爾蘭模特，疑似吸毒過量。[53]
- 雅克·赫伯特（Jacques Hébert），84歲，加拿大政治家，參議員（1983-1998）。[54]
- 約翰·希爾，95歲，英國政治家，南諾福克保守黨議員（1955-1974）。[55]
- 約翰·皮爾金頓·哈德森（John Pilkington Hudson），97歲，英國園藝家和炸彈處理專家。[56]
- 根納迪·金科（Gennadi Kinko），65歲，蘇聯愛沙尼亞賽艇運動員。[57]
- Murray Klein，84歲，美國商人，紐約市Zabar's食品商場的共同所有人，肺癌。[58]
- Shelley Rohde，74歲，英國記者和作家。[59]
- 肯·索斯沃斯（Ken Southworth），89歲，美國動畫師（史酷比，Q.T.Hush，He-Man和宇宙大師），中風。[60]
- András Szöllősy，86歲，匈牙利作曲家。[61]

### 7日
- 諾埃爾·福斯特（Noel Forster），75歲，英國藝術家。[62]
- 福阿德·哈桑（Fuad Hassan），78歲，印尼教育部長（1985-1993），癌症。[63]
- 約翰·霍洛布萊德，73歲，英國足球守門員（托特納姆熱刺，南安普頓）。[64]
- Sartono Kartodirdjo，86歲，印尼歷史學家。[65]

### 8日
- 唐納德·伯頓（Donald Burton），73歲，英國演員，女演員卡羅爾·貝克（Carroll Baker）的丈夫，肺氣腫。[66]
- Ioan Fiscuteanu，70歲，羅馬尼亞演員，結腸癌。[67]
- 德米特裡·格裡戈裡耶夫（Dmitry Grigorieff），89歲，美國聖公會主教，華盛頓特區聖尼古拉斯大教堂名譽院長，心臟驟停。[68]
- 羅傑·金（Roger King），63歲，美國電視台高管（King World，CBS），開發了《命運之輪》（Wheel of Fortune），《危險！ 和奧普拉·溫弗瑞秀，中風。[69]
- 傑拉爾多·加西亞·皮門特爾（Gerardo García Pimentel），24歲，墨西哥犯罪記者，被槍殺。[70]
- Al Scaduto，79歲，美國漫畫家（他們每次都會這樣做）。[71]

### 9日
- 約翰·斯圖爾特·阿切爾（John Stuart Archer），64歲，英國化學工程師和學術管理人員。[72]
- 伊斯特萬·博爾紮克（István Borzsák），92歲，匈牙利古典學者。[73]
- 愛德華·杜特凱維奇（Edward Dutkiewicz），46歲，英國藝術家。[74]
- 韋恩·霍華德（Wayne Howard），58歲，美國漫畫家（查爾頓漫畫），心臟病發作。[75]
- Apichet Kittikorncharoen，25歲，泰國歌手，腦部受傷。[76]
- 吉姆·蘭利（Jim Langley），78歲，英格蘭、富勒姆和女王公園巡遊者的英國足球運動員，心臟病發作。[77]
- 馬修·J·默里（Matthew J. Murray），24歲，美國瘋狂殺手，槍殺自殺。[78]
- 艾紫培·羅斯托，90歲，美國學者，德克薩斯大學院長，沃爾特·惠特曼·羅斯托的遺孀，心臟病發作。[79]
- 库尔特·施米德（Kurt Schmied），81歲，奧地利足球運動員，前國家隊成員。[80]
- Thore Skogman，76歲，瑞典音樂家，中風。[81]
- 拉斐爾·斯佩拉菲科（Rafael Sperafico），26歲，巴西賽車手，比賽撞車。[82]
- J. Fife Symington Jr.，97歲，美國駐特立尼達和多巴哥外交官，老年併發症。[83]
- 戈登·讚恩（Gordon Zahn），84歲，美國天主教和平活動家，美國基督和平會（Pax Christi USA）聯合創始人，阿爾茨海默病併發症。[84]

### 10日
- 阿什利·阿斯頓·摩爾（Ashleigh Aston Moore），26歲，美國出生的加拿大女演員（《現在和那時》），意外吸食海洛因過量。[85]
- 喬治·莫裡斯（George Morris），76歲，美式橄欖球運動員（喬治理工學院，三藩市49人隊），明顯心臟病發作。[86]
- 16歲的加拿大人阿克薩·帕爾維茲（Aqsa Parvez）據稱因拒絕戴頭巾而被勒死。[87]
- 傑里·里克斯（Jerry Ricks），67歲，美國藍調吉他手。[88]
- 詹姆斯·羅克斯堡（James Roxburgh），86歲，英國主教，巴金主教。[89]
- 戈登·撒母斯（Gordon Samuels），84歲，澳大利亞新南威爾士州州長（1996-2001）。[90]
- 亨麗埃塔·尤爾琴科（Henrietta Yurchenko），91歲，美國民俗學家。[91]

### 11日
- 艾倫·貝魯貝（Allan Berube），61歲，美國同性戀歷史學家和作家，胃潰瘍併發症。[92]
- 何塞·路易士·卡爾瓦（JoséLuis Calva），38歲，墨西哥作家，連環殺手和食人者，顯然是自殺。[93]
- 弗雷迪·菲爾茲（Freddie Fields），84歲，美國好萊塢經紀人，製片人和製片廠高管，肺癌。[94]
- 派特·漢尼根，71歲，加拿大冰球運動員（多倫多楓葉隊、紐約遊騎兵隊、費城飛人隊）。[95]
- 克裡斯蒂·軒尼詩（Christie Hennessy），62歲，愛爾蘭歌手和詞曲作者，癌症。[96]
- Nicholas Kao Se Tseien，110歲，中國超百歲老人，世界上最年長的天主教神父。[97]
- 奧地利的卡爾·路德維希，89歲，奧地利皇帝查理一世的奧地利兒子。[98]
- 奧托瑪律·平托，76歲，巴西政治家，羅賴馬州州長（2004-2007），心臟病發作。[99]
- 島岡達三，88歲，日本陶藝家，活著的國寶，急性肝衰竭。[100]
- 特裡·耶茨（Terry Yates），57歲，美國生物學家，發現了漢坦病毒的來源，腦癌。[101]

### 12日
- Basuki，51歲，印尼喜劇演員。[102]
- Ted Corbitt，88歲，美國超級馬拉松運動員，呼吸系統併發症。[103]
- 肖恩·埃卡特（Shawn Eckardt），40歲，美國保鏢和商人，密謀襲擊南希·克雷根（Nancy Kerrigan），自然原因。[104]
- 約瑟夫·吉諾瓦特（Josep Guinovart），80歲，西班牙藝術家。[105]
- 弗朗索瓦·哈吉（François al-Hajj），54歲，黎巴嫩陸軍上將，路邊炸彈。[106][107]
- Rosemarie Koczy，72歲，大屠殺倖存者，德國藝術家和教師，以其許多關於大屠殺的作品而聞名。[108]
- 瑪律西奧·蒙塔羅約斯（Márcio Montarroyos），59歲，巴西爵士小號手，肺癌。[109]
- 吉姆·內維爾（Jim Nevill），80歲，英國警官，蘇格蘭場反恐小隊前隊長。[110]
- 阿方斯·瑪麗亞·斯蒂克勒（Alfons Maria Stickler），97歲，羅馬天主教會的奧地利主教。[111]
- 艾克·特纳（Ike Turner），76歲，美國R&B音樂家和唱片製作人，歌手蒂娜·特納（Tina Turner）的前夫，可卡因過量。[112][113]
- 舒斯特·萬斯（Schuster Vance），47歲，美國演員，癌症。[114]
- 李·文森特（Lee Vincent），91歲，美國貝斯手和電臺名人（WILK），心力衰竭。[115]
- 尤利·沃龍佐夫，78歲，俄羅斯外交官，前駐聯合國和美國大使。[116]

### 13日
- 菲力浦·克萊（Philippe Clay），80歲，法國歌手和演員。[117]
- Fuat Deniz，40歲，瑞典-亞述社會學家，被刺傷。[118]
- Wiggo Hanssen，84歲，挪威奧運速度滑冰運動員。[119]
- 蘿拉·赫胥黎（Laura Huxley），96歲，美國音樂家和作家，奧爾德斯·赫胥黎（Aldous Huxley）的遺孀，癌症。[120]
- Jan Jakub Kotík，35歲，捷克藝術家和搖滾鼓手，癌症。[121]
- Alain Payet，60歲，法國成人電影導演。[122]
- 羅伯特·魯辛（Robert Russin），93歲，美國雕塑家。[123]
- 弗洛伊德·韋斯特曼（Floyd Westerman），71歲，美國音樂家，演員（與狼共舞，沃克，德克薩斯遊騎兵，伊達爾戈）和美國原住民活動家，白血病。[124]

### 14日
- 伊薩姆·扎伊姆（Issam Al Zaim），67歲，敘利亞經濟學家，前工業部長，心臟病發作。[125]
- 漢克·卡普蘭（Hank Kaplan），87歲，美國拳擊歷史學家，癌症。[126]
- 瑪麗亞·勞特巴赫（Maria Lauterbach），20歲，美國海軍陸戰隊和謀殺案受害者。[127]
- 克拉倫斯·馬歇爾（Clarence Marshall），82歲，美國職業棒球大聯盟投手（紐約洋基隊）。[128]
- 弗兰克·摩根（Frank Morgan），73歲，美國薩克斯管演奏家。[129]
- Johnny Science，52歲，美國變裝王，心力衰竭。[130]
- 埃默里·塞卡誇普特瓦（Emory Sekaquaptewa），78歲，美國土著霍皮族人類學家。[131]
- 克里希納·斯裡尼瓦斯（Krishna Srinivas），94歲，印度詩人和作家。[132]
- 扬·什韦达，76歲，捷克奧運賽艇運動員。[133]

### 15日
- 约翰·伯格（John Berg），58歲，美國演員，一氧化碳中毒自殺。[134]
- Jean Bottéro，93歲，法國亞述學家。[135]
- 聖克雷爾·伯恩（St. Clair Bourne），64歲，美國紀錄片製片人（《半個秋天》），肺栓塞。[136]
- 裘莉婭·卡森（Julia Carson），69歲，自1997年起擔任印第安那州眾議院議員，肺癌。[137]
- 傑拉德·費爾特洛（Gerard Fairtlough），77歲，英國生物化學家和企業家。[138]
- Andrzeja Górska，91歲，波蘭修女，Grey Ursulines的女修道院院長。[139]
- 里安·格雷西（Ryan Gracie），33歲，巴西武術家。[140]
- 克萊姆·鐘斯，89歲，澳大利亞布裡斯班市長（1961-1975），肺炎。[141]
- Matjaž Klopčič，73歲，斯洛維尼亞電影導演。[142]
- 黛安·米德爾布魯克（Diane Middlebrook），68歲，美國傳記作家和詩人，癌症。[143]
- 卡埃塔諾·恩查馬，52歲，幾內亞比紹政治家，總理（2000-2001年）。[144]
- 朱塞佩·里納爾迪（Giuseppe Rinaldi），88歲，義大利演員和配音演員。[145]
- Tejeshwar Singh，60歲，印度出版商、新聞讀者和戲劇活動家，心臟驟停。[146]
- Ace Vergel，55歲，菲律賓演員，心臟驟停。[147]
- 喬納森·威切爾（Jonathan Witchell），33歲，英國廣播公司（BBC）肯特電台記者。[148]

### 16日
- 喬·埃斯裡奇（Joe Ethridge），79歲，美國國家橄欖球聯盟（NFL）的美式橄欖球運動員。[149]
- 丹·福格爾伯格（Dan Fogelberg），56歲，美國創作歌手（“Same Old Lang Syne”），前列腺癌。[150]
- Harald Genzmer，98歲，德國古典音樂作曲家。[151]
- 伊斯梅爾·古爾吉（Ismail Gulgee），81歲，巴基斯坦畫家，被勒死。[152]
- Serge Vinçon，58歲，法國政治家。[153]

### 17日
- Don Chevrier，69歲，加拿大體育解說員。[154]
- 喬爾·多恩（Joel Dorn），65歲，美國爵士樂，流行樂和R&B唱片製作人，心臟病發作。[155]
- 吉姆·霍尔斯坦（Jim Holstein），77歲，美國籃球運動員（明尼阿波利斯湖人隊）。[156]
- 湯姆·墨菲（Tom Murphy），83歲，美國政治家，喬治亞州眾議院議長（1973-2002），中風併發症。[157]
- 塞萊斯蒂諾·皮亞蒂（Celestino Piatti），85歲，瑞士平面藝術家、畫家和書籍設計師。[158]
- Marnesba Tackett，99歲，美國民權活動家。[159]
- 傑克·讚德（Jack Zander），99歲，美國動畫師（《湯姆和傑瑞》）。[160]

### 18日
- 沃爾特·鮑爾特（Walter Bowart），68歲，East Village Other的美國聯合創始人，結腸癌。[161]
- 傑拉爾德·勒丹（Gerald Le Dain），83歲，加拿大法學家，最高法院大法官。[162]
- Carl Graff-Wang，64歲，挪威奧運手球運動員。[163]
- 撒母耳·卡林（Samuel Karlin），83歲，美國數學家，心臟病發作。[164]
- Jack Linkletter，70歲，美國電視節目主持人，Art Linkletter的兒子，淋巴瘤。[165]
- Motiur Rahman，58歲，印度政治家，自2005年以來一直是Rajya Sabha的Rashtriya Janata Dal成員，心臟病發作。[166]
- 比爾·施特勞斯（Bill Strauss），60歲，美國作家和諷刺作家，政治喜劇團體Capitol Steps的創始人，胰腺癌。[167]

### 19日
- 小弗蘭克·卡普拉（Frank Capra， Jr.），73歲，美國電影製片廠高管，導演弗蘭克·卡普拉（Frank Capra）的兒子，前列腺癌。[168]
- 詹姆斯·科斯蒂根（James Costigan），81歲，美國演員和電視編劇（埃莉諾和佛蘭克林），心力衰竭。[169]
- 德斯蒙德·德比郡（Desmond C. Derbyshire），83歲，英國語言學家。[170]
- John A. Garraty，87歲，美國歷史學家，心力衰竭。[171]
- 阿爾伯特·奧尼爾（Albert L. O'Neil），87歲，美國政治家，波士頓市議會（1971-1999）。[172]

### 20日
- 湯米·伯恩（Tommy Byrne），87歲，美國棒球運動員。[173]
- 讓娜·卡爾芒（Jeanne Carmen），77歲，美國女演員和別針女孩，淋巴瘤。[174]
- 阿拉貝拉·邱吉爾（Arabella Churchill），58歲，英國兒童世界慈善機構創始人，溫斯頓·丘吉爾爵士（Sir Winston Churchill）的孫女，胰腺癌。[175]
- 拉塞爾·科菲（Russell Coffey），109歲，美國軍人，已知的三名美國第一次世界大戰退伍軍人之一。[176]
- 洛恩·大衛斯（Lorne Davis），77歲，加拿大冰球運動員（蒙特利爾加拿大人隊）和球探（埃德蒙頓油人隊）。[177]
- 泰德·芬恩（Ted Finn），68歲，加拿大情報官員，CSIS主任（1984-1987）。[178]
- 約翰·吉布斯（John Gibbs），90歲，英國聖公會主教，考文垂主教（1976-1985）。[179]
- 佩爾·霍特伯格（Peer Hultberg），72歲，丹麥作家和精神分析學家。[180]
- 傑弗里·馬丁（Geoffrey Martin），79歲，英國歷史學家和公共記錄保管人（1982-1988）。[181]
- 莉迪亞·門多薩（Lydia Mendoza），91歲，美國Tejano音樂歌手和吉他手。[182]
- Raphaël Nguyễn Văn Diệp，81歲，越南羅馬天主教主教，永隆副主教（1975-2007）。[183]
- 罗比·威廉姆斯（Robbie Williams），45歲，澳大利亞政治家，第一位澳大利亞原住民布裡斯班市議員，前ATSIC專員，心臟病發作。[184]

### 21日
- 阿道爾法斯·阿克萊蒂斯，97歲，立陶宛奧運運動員。[185]
- 卡羅爾·布萊（Carol Bly），77歲，美國作家和詩人，卵巢癌。[186]
- 凱克斯·戈林（Kex Gorin），56歲，英國鼓手（Magnum），腎癌。[187]
- 肯·亨德里克斯（Ken Hendricks），66歲，美國承包商和億萬富翁，從屋頂上墜落。[188]
- 漢斯·伊姆霍夫（Hans Imhoff），85歲，德國商人，科隆伊姆霍夫巧克力博物館的創始人。[189]
- 傑克·拉馬貝（Jack Lamabe），71歲，美國職業棒球大聯盟投手。[190]
- 李光裕，75歲，中國出生的澳大利亞商人，Bing Lee超市的擁有者和聯合創始人，癌症。[191]
- 薩迪亞·馬西亞諾（Saadia Marciano），57歲，以色列黑豹黨領袖，以色列議會議員。[192]
- 諾頓·納西門托（Norton Nascimento），45歲，巴西演員，心力衰竭。[193]
- 珍妮·里德（Jeani Read），60歲，加拿大記者，癌症。[194]
- 巴蒂斯塔·塞里奧利（Battista Serioli），107歲，義大利第一次世界大戰老兵。[195]

### 22日
- 喬·艾姆斯（Joe Ames），86歲，美國歌手（艾姆斯兄弟），心臟病發作。[196]
- 菲力浦·貝德納爾（Philip Bednall），76歲，澳大利亞板球運動員。[197]
- Chrysostomos I，80歲，塞普勒斯主教，塞普勒斯大主教（1977-2006）。[198]
- 查理斯·考特爵士，96歲，澳大利亞政治家，西澳大利亞州州長（1974-1982）。[199]
- 安迪·大衛斯（Andy Davis），80歲，美式橄欖球運動員（華盛頓紅人隊）。[200]
- 西爾萬·福克斯（Sylvan Fox），79歲，美國記者，肺炎併發症。[201]
- 安德鲁·格林（Andrew Glyn），64歲，英國經濟學家。[202]
- 朱利安·格拉克（Julien Gracq），97歲，法國作家。[203]
- Lucien Teisseire，88歲，法國公路自行車賽車手。[204]
- Marvin Wachman，90歲，美國歷史學家，林肯大學和天普大學校長，心力衰竭。[205]
- 魯思·埃利斯（Ruth Wallis），87歲，美國創作歌手，阿爾茨海默病併發症。[206]
- 山本孝史，58歲，日本政治家。[207]

### 23日
- 戴爾·貝爾德（Dale Baird），71歲，美國純種馴馬師，交通事故。[208]
- 唐納德·錢特（Donald Chant），79歲，加拿大生物學家和環保宣導者。[209]
- 伊芙琳·甘迪（Evelyn Gandy），87歲，美國政治家，密西西比州副州長（1976-1980）。[210]
- W.F. Ganong，83歲，美國神經內分泌學家，前列腺癌。[211]
- 邁克爾·吉德（Michael Kidd），92歲，美國電影和舞台編舞，癌症。[212]
- 阿洛伊西奧·洛沙伊德（Aloísio Lorscheider），83歲，巴西羅馬天主教主教和紅衣主教，心力衰竭。[213]
- 泰勒·麥克達夫（Tyler MacDuff），82歲，美國演員。[214]
- 汉斯·米尔德（Hans Mild），73歲，瑞典足球運動員和冰球運動員。[215]
- 奥斯卡·彼得森（Oscar Peterson），82歲，加拿大爵士鋼琴家，腎衰竭和中風併發症。[216]
- 羅達·普利茲克，93歲，美國慈善家，普利茲克家族成員。[217]
- 費雷拉·凱馬多（Ferreira Queimado），94歲，葡萄牙本菲卡前主席，長期患病。[218]
- 凱文·辛克萊（Kevin Sinclair），65歲，紐西蘭出生的香港記者，《南華早報》編輯和專欄作家，癌症。[219]
- 奧斯瓦爾多·雷耶斯（Osvaldo Reyes），88歲，智利畫家，中風。[220]
- 弗蘭克·斯瓦倫（Frank Swaelen），77歲，比利時政治家，前參議院議長兼國務大臣。[221]

### 24日
- 吉姆·安吉爾（Jim Angel），67歲，澳大利亞電臺新聞播報員，中風。[222]
- 克勞迪奧·卡蒙格洛（Cláudio Camunguelo），60歲，巴西作曲家和歌手，糖尿病患者。[223]
- 萊因哈德·赫斯（Reinhard Heß），62歲，德國跳臺滑雪教練，胰腺癌。[224]
- Wilhelmina Jashemski，97歲，美國考古學家，腎功能衰竭。[225]
- 安德列亞斯·馬茨巴赫（Andreas Matzbacher），25歲，奧地利自行車手，交通事故。[226]
- 尼古拉斯·龐弗雷爵士（Sir Nicholas Pumfrey），56歲，英國法官，中風。[227]
- George Warrington，55歲，美國交通官員，Amtrak總裁（1998-2002），胰腺癌。[228]

### 25日
- Jim Beauchamp，68歲，美國職業棒球大聯盟球員和教練，白血病。[229]
- 湯米·哈默，79歲，英國足球運動員（托特納姆熱刺、沃特福德和切爾西）。[230]
- 約翰·海耶斯（John Hayes），80歲，紐西蘭板球運動員。[231]
- 派特裡夏·柯克伍德（Patricia Kirkwood），86歲，英國女演員，阿爾茨海默病。[232]
- 休·馬辛伯德（Hugh Massingberd），60歲，英國系譜學家和記者，前《每日電訊報》訃告編輯。[233]
- Mighty King Kong，34歲，肯亞雷鬼音樂家。[234]
- 威廉·麥克唐納（William MacDonald），90歲，美國基督教作家。[235]
- 漢斯·奧特（Hans Otte），81歲，德國前衛作曲家和鋼琴家。[236]
- G. P. Sippy，93歲，印度電影製片人和導演。[237]
- 卡洛斯·愛德華多·索薩（Carlos Eduardo Sousa Jr.），17歲，美國學生，老虎襲擊。[238]
- 喬治·瓦林斯爵士，75歲，英國海軍中將，喉癌。[239]

### 26日
- 勞爾·貝爾瑙，66歲，阿根廷足球運動員，肝炎。[240]
- 菲力浦·布裡奇斯爵士，85歲，英國大律師和法官，甘比亞首席大法官。[241]
- 吉姆·卡斯蒂利亞（Jim Castiglia），89歲，美式橄欖球和棒球運動員，自然原因。[242]
- 喬·多蘭（Joe Dolan），68歲，愛爾蘭歌手和藝人，腦溢血。[243]
- 安德魯·格裡馬（Andrew Grima），86歲，英國珠寶商。[244]
- Voitto Liukkonen，67歲，芬蘭體育評論員。[245]
- 保罗·D·麦克莱恩（Paul D. MacLean），94歲，美國醫生，開發了三位一體的大腦概念，心臟病發作。[246]
- 尼娜·門希科娃（Nina Menshikova），79歲，俄羅斯女演員。[247]
- Stu Nahan，81歲，美國體育解說員，淋巴瘤。[248]
- 約翰·帕彭海默（John Pappenheimer），92歲，美國生理學家，呼吸衰竭。[249]

### 27日
- Kit Ahern，92歲，愛爾蘭政治家。[250]
- Ben D. Altamirano，77歲，美國政治家，自1971年起擔任新墨西哥州參議院議員，心臟病發作。[251]
- Ben Bamfuchile，47歲，納米比亞國家足球隊尚比亞教練，短暫生病後。[252]
- 贝娜齐尔·布托，54歲，巴基斯坦反對派領袖和前總理（1988—1990年，1993—1996年），被暗殺。[253]
- 愛德華·布倫南（Edward A. Brennan），73歲，美國商人，西爾斯羅巴克公司（Sears， Roebuck and Company）前董事長。[254]
- 霍華德·科爾文爵士，88歲，英國建築歷史學家。[255]
- 史蒂文·弗洛裡奧（Steven Florio），58歲，美國商人，康泰納仕（Condé Nast）前首席執行官，心臟病發作。[256]
- 耶日·卡瓦萊羅維奇（Jerzy Kawalerowicz），85歲，波蘭電影導演。[257]
- Jaan Kross，87歲，愛沙尼亞作家。[258]
- Ed LaDou，52歲，美國披薩師傅，推廣加州風味披薩美食，癌症。[259]
- Marie-Jeanne，87歲，美國芭蕾舞演員，充血性心力衰竭[260]
- 佩德羅·加斯東，94歲，巴西皇帝頭銜的巴西覬覦者。[261]
- Peter Wing，93歲，加拿大政治家，坎盧普斯市長，北美第一位華裔市長，中風。[262]

### 28日
- Aidin Nikkhah Bahrami，25歲，伊朗籃球運動員，交通事故。
- Jiří Pauer，88歲，捷克作曲家、戲劇導演和學者。[263]
- 塞里涅·薩利烏·姆巴克，92歲，塞內加爾宗教領袖，穆裡德伊斯蘭運動的第五任哈裡發。[264]
- Amarnath Sehgal，85歲，印度雕塑家。[265]
- 于希宁 ，94岁，中国画家
- 卢肇钧 ，90岁，岩土工程专家，中国铁道科学研究院研究员
- 孙道临，86歲，中國演員。[266]
- Tab Thacker，45歲，美國摔跤手和演員（警察學院，城市熱火隊，野貓隊），糖尿病併發症。[267]

### 29日
- 奧萊爾·科恩（Olayr Coan），48歲，巴西演員和戲劇導演，交通事故。[268]
- 菲爾·杜森伯里（Phil Dusenberry），71歲，美國廣告主管，肺癌。[269]
- 凱文·格林寧（Kevin Greening），44歲，英國前BBC Radio 1唱片騎師。[270]
- 文森特·格魯普索（Vincent Gruppuso），67歲，美國商人，Kozy Shack布丁的創始人，糖尿病併發症。[271]
- 阿卜杜拉·伊本·海珊·艾哈邁爾，74歲，葉門政治家，自1993年起擔任議會議長，癌症。[272]
- 瓊·英彭（Joan Ingpen），91歲，英國古典音樂經理（Ingpen&Williams），開啟了盧西亞諾·帕瓦羅蒂（Luciano Pavarotti）的職業生涯。[273]
- 雷克斯·金-克拉克（Rex King-Clark），94歲，英國士兵和賽車手。[274]
- 罗伯特·莫里斯（Robert Morris），81歲，英國板球運動員。[275]
- 菲臘·奧當尼（Phil O'Donnell），35歲，蘇格蘭足球運動員（馬瑟韋爾），一頂蘇格蘭帽，心力衰竭。[276][277]
- 斯科特·羅賓遜（Scott M. Robinson），54歲，美國握鍵。
- H. D. Thoreau， Jr.，84歲，美國田徑權威和奧運會官員，阿爾茨海默氏症和中風的併發症。[278]
- 植村秀，79歲，日本化妝師，肺炎。[279]

### 30日
- 伯特·博林（Bert Bolin），82歲，瑞典氣象學家，胃癌。[280]
- Kinkri Devi，82歲，印度環保主義者。[281]
- 萊拉·卡蘭德（Laila Kaland），68歲，挪威政治家，國會議員（1985-2001），長期患病。[282]
- 豪爾赫·馬基涅納（Jorge Machiñena），71歲，烏拉圭副手（1985—2000年），商會主席（1996—1997年），心臟病發作。[283]
- 倫納德·邁耶（Leonard B. Meyer），89歲，美國音樂學家。[284]
- 維克多·納瓦拉（Victor Navarra），55歲，紐約馬拉松美國協調員，癌症。[285]
- 多琳·諾頓（Doreen Norton），85歲，英國護理先驅。[286]
- 威利·羅賓遜（Willie Robinson），81歲，美國藍調歌手，因火災受傷。[287]
- 路易士·沃爾夫森（Louis Wolfson），95歲，美國商人，1978年美國三冠王冠軍Affirmed，結腸癌。[288]

### 31日
- 阿爾貝托·阿隆索（Alberto Alonso），90歲，古巴舞蹈家和編舞家，心臟病發作。[289]
- 湯米·迪克森（Tommy Dickson），78歲，英國足球運動員（北愛爾蘭林菲爾德），長期患病。[290]
- 托尼·埃利奧特（Tony Elliott），48歲，美式足球運動員（新奧爾良聖徒隊），自然原因。[291]
- 拉爾夫·埃默森（Ralph Emerson），94歲，英國聖公會主教，納雷斯伯勒主教（1972-1979）。[292]
- 邁克爾·戈德堡（Michael Goldberg），83歲，美國抽象表現主義畫家，心臟病發作。[293]
- 比爾·艾德爾森（Bill Idelson），88歲，美國演員和編劇，髖部骨折併發症。[294]
- 凱薩琳·伊什（Kathryn Ish），71歲，美國電視，配音和戲劇女演員（Laverne & Shirley），癌症。[295]
- Milton L. Klein，97歲，加拿大政治家，卡地亞議員（1963-1968）。[296]
- Markku Peltola，51歲，芬蘭演員和音樂家。[297]
- 穆罕默德·奧斯曼·賽義德，85歲，利比亞總理（1960-1963）。[298]
- 埃托雷·索特萨斯（Ettore Sottsass），90歲，義大利設計師，心力衰竭。[299]